# Labastide-Marnhac
Labastide-Marnhac är en kommun i departementet Lot i regionen Occitanien i södra Frankrike. Kommunen ligger i kantonen Cahors-Sud som tillhör arrondissementet Cahors. År 2022 hade Labastide-Marnhac 1 316 invånare.

## Befolkningsutveckling
Antalet invånare i kommunen Labastide-Marnhac
| Referens: INSEE |